# 大師河原塩田
大師河原塩田（だいしがわらえんでん）とは、武蔵国橘樹郡大師河原（神奈川県大師河原村を経て現在の同県川崎市川崎区）周辺地域（川崎領）に存在した塩田。

## 概要
同じ江戸近郊にあった下総国行徳塩田とは違い、設置に関する具体的な由緒や江戸幕府とのつながりも持たない塩田であった。1669年（寛文9年）に叶栄雲・和泉市右衛門によって開発されたとする説と1671年（寛文11年）に佐々木久左衛門・武藤喜左衛門によって開発されたとする説がある。だが、元禄年間に地震の影響で荒廃し、宝暦年間に池上幸豊（池上太郎左衛門）が新田開発と並行して国産砂糖の生産や塩田復興も行ったとされている。だが、この地域の塩田は農業と兼業する家族単位の小規模なものが多く、質も低かったこともあって江戸の地廻り塩問屋に買いたたかれることも少なくなく、豆腐用の苦汁を江戸や行徳に売ることで辛うじて経営を維持している例もあった。それでも地廻りの塩としては行徳塩田とともにその名を知られていた。
明治になってもこの構造は変わらなかったが、1895年（明治28年）に大師河原に製塩試験場が設置された。4年後に松永・津田沼に分割移転するまで製塩に関する様々な研究が行われた。だが、家族経営で近代化するだけの資力もないまま旧来の製法を続けていた大師河原塩は瀬戸内海産はおろか近代化が進展する行徳塩との競争にも太刀打ちできず、大正期には東京・横浜からも締め出され、橘樹郡・荏原郡に販売するのがやっとの状況に追い込まれた。大師河原塩田は1929年（昭和4年）から翌年にかけての第二次製塩地整理の対象とされ、その結果塩田のほとんどが消滅して京浜工業地帯の一部へと転換されることになる。
製塩が行われなくなった現代にも塩浜という地名が残り、江戸の塩問屋により寄進された狛犬が塩釜神社に鎮座するなど、往時の名残を現代に伝えている。